# Zentraler Festplatz Berlin

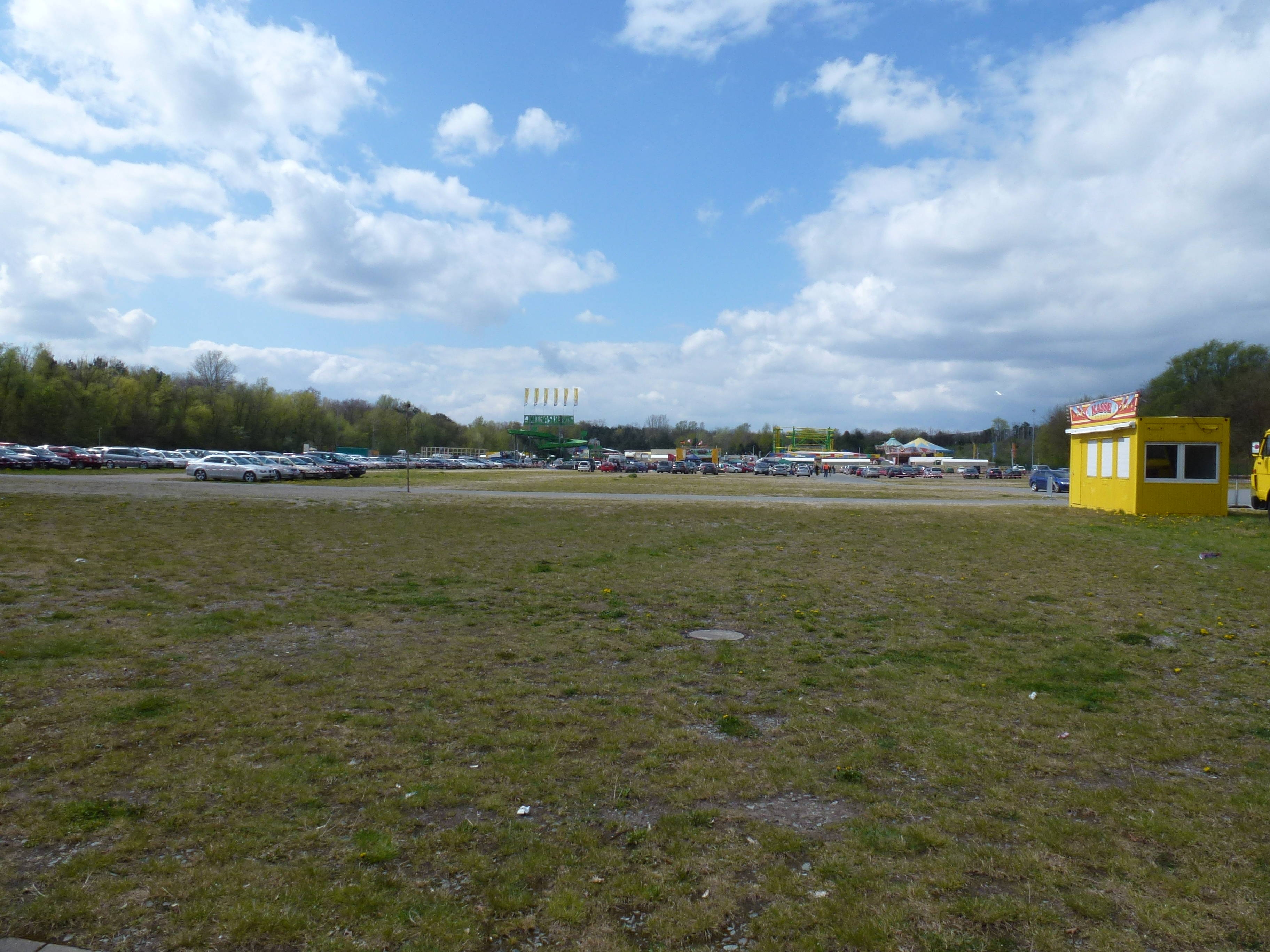
Zentraler Festplatz

Der Zentrale Festplatz Berlin ist ein Gelände zur Durchführung von Veranstaltungen im Außenbereich. Von dem 87.000 m² großen Gelände können knapp 60.000 m² für Veranstaltungen aller Art genutzt werden. Der Festplatz liegt im Berliner Ortsteil Wedding (Bezirk Mitte) am Kurt-Schumacher-Damm unmittelbar östlich des ehemaligen Flughafens Tegel und grenzt an die Cité Joffre. Im Süden begrenzt der Hohenzollernkanal das Gelände.

## Geschichte
Die Fläche diente bis 1889 als Wald der forstwirtschaftlichen Nutzung. Von 1889 bis 1945 war hier die Chemisch-Technische Reichsanstalt (CTR) angesiedelt. Sie unternahm Versuche zur Stoff- und Werkstoffprüfung, testete Schieß- und Sprengstoffe, Zünder und Tankanlagen, prüfte Metalle und experimentierte mit gastechnischen Versuchen. Die CTR-Gebäude mit den vorhandenen Freizeit- und Nebenanlagen wurden nach 1945 von der französischen Armee beschlagnahmt. Bis 1959 erfolgte der Abriss der Labore und des CTR-Gebäudes.
Von 1950 bis 1967 wurde Kies und Sand abgebaut. Teilflächen wurden später wieder aufgefüllt. Der Umschlag mit Kies über einen Hafen am Kanal erfolgte bis 2009.
Aber 1954 existierte ein Grabeland-Nutzungsvertrag für die Kolonie „Quartier Napoléon“. Die Cité Joffre und die Cité Pasteur wurden ab 1955 nördlich und nordwestlich des als Wohnquartier für Militärangehörige im Französischen Sektor erbaut.
1965 werden Pläne zur Aufforstung durch das Landesforstamt Berliner Forsten aufgegeben. Wegen der Errichtung des Flughafens Tegel wird bis 1970 das vorhandene Munitionsdepot der französischen Streitkräfte verlagert werden. Der neue Standort wurde bis 1994 genutzt und befand sich östlich des Kurt-Schumacher-Damms. Der Abriss erfolgte 1999. Im Jahr 1994 wurde das Gebiet als ehemalige Militärfläche der Alliierten an die Bundesrepublik Deutschland und das Land Berlin zurückgegeben.
Nach dem Abzug der alliierten Schutzmächte aus Berlin 1994 blieb das Gelände südlich des Quartiers Napoleon ungenutzt. Das traditionelle Deutsch-Französische Volksfest war zu dieser Zeit bereits auf dem gegenüberliegenden Grundstück beheimatet. Im Flächennutzungsplan Berlin erfolgte 1994 eine Festlegung des Standortes als Sonderbaufläche mit hohem Grünanteil und der Zweckbestimmung „Festplatz“. Nachdem 1999 die Munitionsbunker abgerissen worden waren, wurde die gesamte Fläche ab 2000 als Veranstaltungsplatz genutzt.

## Aktuelle Nutzung
Aufgrund der städtebaulichen Entwicklung in der Berliner Innenstadt konnten die traditionsreichen Plätze der Berliner Volksfeste und Zirkusveranstaltungen (wie z. B. an der Jafféstraße oder dem Klingelhöfer-Dreieck), nicht weiter genutzt werden. Daher wurde nach einem neuen Standort gesucht, der dauerhaft für Volksfeste, Jahrmärkte, Verkaufsmärkte und -messen, Zirkusse und vergleichbare Veranstaltungen genutzt werden kann.
Auf dem Gelände finden regelmäßig Großveranstaltungen statt. Dazu gehören beispielsweise der Berliner Volksfestsommer als direkter Nachfolger des Deutsch-Französischen Volksfestes, das Colour-Festival „Farbgefühle“, die „90’s Supershow“ oder der „Zirkus des Horrors“. Ganzjährig befindet sich dort auch ein Parkplatz, ehemals für Flugpendler.
Auf dem Zentralen Festplatz mussten zunächst alle für das laufende Geschäftsjahr 2020 geplanten Großveranstaltungen aufgrund der COVID-19-Pandemie und der entsprechenden Verordnung des Berliner Senats abgesagt bzw. verschoben werden. Vom 23. April bis 27. Juli 2020 befand sich dort eine ambulante Corona-Test-Einrichtung des Gesundheitsamtes Berlin-Mitte. Ab September 2020 soll der normale Geschäftsbetrieb stetig in zulässigem Umfang wieder aufgenommen werden.

## Diskussion um zukünftige Nutzung
Zu Beginn des Jahres 2016 wurden Überlegungen bekannt, auf dem Plangebiet temporäre Flüchtlingsunterkünfte in Containerbauweise zu errichten. Der Festplatz selbst und sein Veranstaltungsbetrieb wären aber durch eine solche Nutzung nicht betroffen, da die 2016 vorgelegte Gesamtliste der MUF- und Container-Standorte zur Flüchtlingsunterbringung die in Betracht kommende Fläche auf „das ehemalige Kieswerk am Festplatz“ beschränkt. Diese ist östlich des Festplatzes direkt am Hohenzollernkanal gelegen.
Der Berliner Senat hat 2020 eine Machbarkeitsstudie für den Bau einer neuen, reinen Fußball-Arena des Hertha BSC auf dem Festgelände in Auftrag gegeben.
Im Oktober 2021 hat der Bezirk Mitte in die Taskforce Stadtquartiere und Entwicklung den Vorschlag eingebracht, den Standort für eine umfassende städtebauliche Entwicklung inklusive Wohnen eingebracht. Der noch unveröffentlichte Koalitionsvertrag von SPD, Grünen und Linken für den neuen Berliner Senat sieht ebenfalls eine Bebauung vor. Der Schaustellerverband protestiert gegen diese Pläne.
Der Fortbestand des Festplatzes als Veranstaltungsfläche für Großveranstaltungen ist bis 2028 durch einen Bebauungsplan sowie durch einen Mietvertrag gesichert.